# Los Ángeles (film)
Pour les articles homonymes, voir Los Angeles (homonymie).

Los Ángeles est un film germano-mexicain écrit et réalisé par Damian John Harper et sorti en 2014.

## Synopsis
Le jeune Mateo, 16 ans, membre de la communauté mexicaine zapotèque, à l'instar de nombre d'habitants du village, rêve de migrer aux États-Unis, à Los Angeles, dans le but de gagner de quoi subvenir aux besoins de la famille. Afin de réaliser son désir, il se voit contraint de rejoindre un gang qui lui ordonne de tuer quelqu'un.

## Fiche technique
- Titre : Los Ángeles
- Réalisation : Damian John Harper
- Scénario : Damian John Harper, Barbara Falkner
- Musique : Gregor Bonse
- Montage : Lorna Hoefler Steffen
- Photographie : Friede Clausz
- Genre : policier, drame, thriller
- Pays de production :  Mexique  Allemagne
- Langue : espagnol
- Durée : 97 minutes
- Lieux de tournage : Mexico

## Distribution
- Mateo Bautista Matías : Mateo
- Marcos Rodríguez Ruíz : Marcos
- Lidia García : Lidia
- Daniel Bautista : Danny
- Donaciano Bautista Matías : Donasiano
- Prisciliano Martínez Ruíz : Prisciliano
- Ambrosio Sánchez : El Bocho
- Nieves Gutiérrez : María Nieves
- Valentina Ojeda : Valentina
- Chivis Gutiérrez : Silvia
- Adolfo López Cruz : Adolfo
- Andrea García García : Andrea
- Eugenia Bautista de López : Eugenia
- Quirino Mateo Antonio : Quirino
- Manuel Ojeda : Andy
- Mauricio García Mateos : Don Mauro
- Hilda Sánchez : Hilda
- Jesús López Bautista : Jesús
- Julia Sánchez-García : Julia
- Ruperto Garcia Gutiérrez : le dirigeant des biens et services
- Exequiel Rodrígues Bautista : le dirigeant des travaux publics
- Daniel Martínez Antonio : Rigoberto
- Francisco Cruz Aquino : Porfirio
- Fantino Bautista Gutiérrez : Seferino
- Librado Martínez Bautista : Jacinto
- Raquel Vázquez Gutiérrez : Raquel
- Eulalia Martínez Curiel : Eulalia
- Guillermina Sánchez Aquino : Guillermina
- José Guadalupe Gutiérrez Gutiérrez : Mailman
- Francisco Carmelo López-García : le jeune ami de Mateo 1
- Rey David Morales Martínez : le jeune ami de Mateo 2
- Felipe García García : le jeune ami de Mateo 3
- Oscar Hipólito Martínez : le jeune ami de Mateo 4

## Prix et récompenses
- 2014 : Berlinale : nomination pour le Prix du meilleur premier long métrage

## Commentaires
Tous les acteurs sont non-professionnels.